# 臺北市政府法規委員會
臺北市政府法規委員會（簡稱法規委員會），1977年成立，曾是臺北市政府所屬的一級機關，現已合併至臺北市政府法務局。

## 演變
本會早於1977年之前，原是隸屬於臺北市政府秘書處法制室。為了因應法制作業的革新及依法行政之需要，特地由臺北市政府秘書處法制室內另為增設臺北市政府法規整理委員會。在整理法規之階段性任務完成之後，隨即正式設立更名為臺北市政府法規委員會，並與行政院、中央各部會及臺灣省政府之法規委員會機關齊一同名。員額由當時臺北市政府秘書處法制室的七、八位同仁，經增設臺北市政府法規整理委員會時稍為增加為約十餘位同仁後，並於正式命名為臺北市政府法規委員會時，擴大編制為六十餘位同仁。
2012年9月18日，臺北市政府法規委員會與臺北市政府訴願審議委員會合併成立臺北市政府法務局。

## 歷任首長
臺北市政府法規委員會主任委員
1. 陳清秀
2. 葉慶元